# Pier Francesco Filonardi
Pier Francesco Filonardi (Bauco, 1611 – Anagni, 1662) è stato un vescovo cattolico italiano.

## Biografia
Pier Francesco Filonardi era figlio di Germanico e Lucrezia Cenci nobildonna romana e discendeva dal ramo di Saturno. Era nipote diretto di monsignor Ennio Filonardi, vescovo di Ferentino.
Nacque a Bauco (l'attuale Boville Ernica). Dopo aver compiuto il corso degli studi con molta lode, nel 1634 fu nominato abate della chiesa e abbazia di San Pietro Ispano in Bauco; successivamente nel 1638 fu deputato al Governo di Cascia
Il 3 dicembre 1646 il pontefice Innocenzo X nel concistoro nominò vescovo di Anagni Pier Francesco Filonardi di Bauco. Fu consacrato il successivo 21 dicembre dal cardinale Bernardino Spada, vescovo di Albano.
Questi, arrivato ad Anagni, consacrò la nuova chiesa di Sant'Antonio e della Santissima Annunziata  che era stata completata nel 1644. Questa chiesa sorgeva dove in passato vi erano tre piccole chiesette. Inoltre Pier Francesco Filonardi arricchì la cattedrale di ricche e preziose suppellettili, e siccome il palazzo episcopale minacciava rovina, ottenne nel 1654 dalla Sacra Congregazione del Concilio che le pene e le multe dei tribunali fossero adoperate al risanamento dell'edificio, e in quella occasione vennero chiuse e murate le vecchie carceri ecclesiastiche
Mons. Filonardi regalò alla cattedrale di Anagni una pregevole pianeta con una preziosa mitra. Si occupo attivamente delle chiese della diocesi.
Pier Francesco Filonardi morì nel 1662.

## Genealogia episcopale
La genealogia episcopale è:
- Arcivescovo Filippo Archinto
- Papa Pio IV
- Cardinale Giovanni Antonio Serbelloni
- Cardinale Carlo Borromeo
- Cardinale Gabriele Paleotti
- Cardinale Ludovico III de Torres
- Cardinale Guido Bentivoglio
- Cardinale Bernardino Spada
- Vescovo Pier Francesco Filonardi